# USS Brooklyn (CA-3)
Lo USS Brooklyn (hull classification symbol CA-3, originariamente ACR-3) era un incrociatore corazzato della United States Navy varato nel 1895 ed unica unità della sua classe.

## Storia
Pressoché simile all'USS New York (ACR-2) di quattro anni precedente. Leggermente protetto, era veloce e con un armamento razionale che precorse i tempi, come anche i motori, con due gruppi motrici per asse, con uno scollegabile per le andature di crociera.
La sua costruzione venne influenzata dai modelli francesi dell'epoca. Tra il 1908 ed il 1914 venne estesamente modificata con l'installazione della direzione centrale di tiro e la rimozione dei tubi lanciasiluri e due delle sue quattro torri dei cannoni da 203 mm che vennero sperimentalmente dotate di brandeggio ad energia elettrica; in seguito agli esiti positivi di tale sperimentazione tale sistema venne installato sulle navi USS Kearsarge, Kentucky, Illinois ed Alabama.
Il primo incarico dell'unità fu di quello rappresentare gli Stati Uniti ai festeggiamenti del Giubileo del Regno della Regina Vittoria d'Inghilterra. Il 28 marzo 1898 divenne ammiraglia dello squadrone delle Indie Occidentali. Il 21 maggio dello stesso anno partecipò al blocco di Santiago de Cuba ed alla successiva Battaglia di Santiago di Cuba del 3 luglio successivo.
Dopo un periodo nei Caraibi il 16 dicembre 1899 la nave venne inviata a Manila dove divenne ammiraglia della Squadra Asiatica. Dall'8 luglio all'11 ottobre del 1900 partecipò alla spedizione di soccorso nel Nord della Cina. Dal 1902 al 1905 fu in servizio nella Flotta del Nord Atlantico e nella Flotta Europea.
Il 2 marzo 1914 venne assegnata alla Flotta della Riserva Atlantica ed utilizzata come appoggio nell'Arsenale di Boston sino al 13 marzo 1915. Il 9 maggio 1915 venne utilizzata come pattugliatore a difesa del porto di Boston. Nel novembre venne inviata nella stazione asiatica come nave ammiraglia del Comandante in Capo viaggiando tra la Cina, il Giappone e la Russia.
Nel settembre 1919 fu inserita nella Flotta del Pacifico al comando della Squadra Cacciatorpediniere sino al 15 gennaio 1921. La nave venne radiata il 9 marzo 1921 e ceduta al demolitore G. W. Pigman il 20 dicembre dello stesso anno.